# Characidium occidentale
Characidium occidentale är en fiskart som beskrevs av Buckup och Reis, 1997. Characidium occidentale ingår i släktet Characidium och familjen Crenuchidae. Inga underarter finns listade i Catalogue of Life.